# Restio multiflorus
Restio multiflorus är en gräsväxtart som beskrevs av Spreng.. Restio multiflorus ingår i släktet Restio och familjen Restionaceae. Inga underarter finns listade i Catalogue of Life.